# Aleksandros Teofilakis
Aleksandros Teofilakis (gr. Αλέξανδρος Θεοφιλάκης; ur. w 1877 w Sparcie, zm. w XX wieku) – grecki strzelec, medalista olimpijski, medalista Olimpiady Letniej 1906. Brat Joanisa, także strzelca.

## Życiorys
Aleksandros Teofilakis wystartował w przynajmniej 22 konkurencjach olimpijskich i w 10 konkurencjach na Olimpiadzie Letniej 1906, często mylonej z igrzyskami olimpijskimi. Dało mu to łączną liczbę 32 występów na tychże zawodach. Jego brat Joanis wystartował z kolei w 33 konkurencjach olimpijskich i trzech konkurencjach na Olimpiadzie Letniej 1906. Obydwaj wystąpili łącznie w 55 konkurencjach olimpijskich i w 13 konkurencjach Olimpiady z 1906 roku.
Pomimo tak licznych startów, Aleksandros zdobył tylko jeden medal olimpijski. Miało to miejsce w Antwerpii w 1920 roku, kiedy to jego udziale przypadł srebrny medal w drużynowym strzelaniu z pistoletu szybkostrzelnego. W przeciwieństwie do swojego brata zdobył jednak medal na Olimpiadzie Letniej 1906, kiedy to również był drugi w rewolwerze wojskowym (20 metrów).
Aleksandros był m.in. uczestnikiem pierwszych nowożytnych igrzysk olimpijskich. Wymieniony jest jako uczestnik jednej konkurencji, w których nie zdobył medalu. Dziesięć lat później wystąpił w 10 konkurencjach na Olimpiadzie Letniej 1906, zdobywając wspomniany wcześniej srebrny medal. Poza tym, startował jeszcze: na IO 1908 (pięć startów), IO 1912 (sześć startów), IO 1920 (sześć startów, w jednym zdobył medal) i na IO 1924 (cztery starty).
Nigdy nie zdobył medalu mistrzostw świata.
W XXI wieku rozgrywano zawody imienia braci Teofilakisów.

## Wyniki olimpijskie (z Olimpiadą Letnią 1906)
| Igrzyska | Konkurencja                                              | Wynik | Miejsce                  | Źródło |
| -------- | -------------------------------------------------------- | --- | ------------------------ | ------ |
| IO 1896  | Karabin dowolny, trzy postawy, 300 metrów                | Wynik i miejsce nieznane | Wynik i miejsce nieznane | [ 4 ]  |
| OL 1906  | Pistolet dowolny, 25 m                                   | 235 punktów | 8 (na 28)                | [ 5 ]  |
| OL 1906  | Pistolet dowolny, 50 m                                   | 196 punktów | 11 (na 30)               | [ 6 ]  |
| OL 1906  | Rewolwer wojskowy, 20 m (Gras 1873-1874)                 | 193 punkty | 10 (na 31)               | [ 7 ]  |
| OL 1906  | Rewolwer wojskowy, 20 m                                  | 250 punktów | 2 (na 31)                | [ 8 ]  |
| OL 1906  | Pistolet pojedynkowy, 20 m                               | DNF | DNF                      | [ 9 ]  |
| OL 1906  | Pistolet pojedynkowy, 25 m                               | 89 punktów | 14 (na 22)               | [ 10 ] |
| OL 1906  | Karabin dowolny, trzy postawy, 300 m, drużynowo          | 2986 punktów (druż.), 808 punktów (ind.) W pozycji leżącej – 291 pkt. W pozycji klęczącej – 270 pkt. W pozycji stojącej – 241 pkt. | 4 (na 4)                 | [ 11 ] |
| OL 1906  | Karabin dowolny, dowolna postawa, 300 metrów             | 215 punktów | 14 (na 35)               | [ 12 ] |
| OL 1906  | Karabin woj., klęcząc lub stojąc, 200 m (Gras 1873-1874) | 158 punktów | 13 (na 31)               | [ 13 ] |
| OL 1906  | Karabin wojskowy, klęcząc lub stojąc, 300 metrów         | 186 punktów | 20 (na 46)               | [ 14 ] |
| IO 1908  | Pistolet dowolny, 50 jardów                              | 409 punktów | 26 (na 43)               | [ 15 ] |
| IO 1908  | Pistolet dowolny, 50 jardów, drużynowo                   | 1576 punktów (druż.), 401 punktów (ind.)                                                                                           | 7 (na 7)                 | [ 16 ] |
| IO 1908  | Karabin dowolny, trzy postawy, 300 m, drużynowo          | 3789 punktów (druż.), 645 punktów (ind.) W pozycji leżącej – 269 pkt. W pozycji klęczącej – 216 pkt. W pozycji stojącej – 160 pkt. | 9 (na 9)                 | [ 17 ] |
| IO 1908  | Karabin dowolny, 1000 jardów                             | 30 punktów | 45 (na 50)               | [ 18 ] |
| IO 1908  | Karabin wojskowy, drużynowo                              | 1999 punktów (druż.), 349 punktów ind. (64-71-65-64-32-53)                                                                         | 7 (na 8)                 | [ 19 ] |
| IO 1912  | Pistolet dowolny, 50 metrów                              | 369 punktów | 47 (na 54)               | [ 20 ] |
| IO 1912  | Pistolet dowolny, 50 metrów, drużynowo                   | 1731 punktów (druż.), 406 punktów (ind.)                                                                                           | 5 (na 5)                 | [ 21 ] |
| IO 1912  | Pistolet pojedynkowy, 30 metrów                          | 242 punkty | 33 (na 42)               | [ 22 ] |
| IO 1912  | Karabin wojskowy, trzy postawy, 300 metrów               | 69 punktów (39-30) | 67 (na 91)               | [ 23 ] |
| IO 1912  | Karabin wojskowy, dowolna postawa, 600 metrów            | 66 punktów | 68 (na 85)               | [ 24 ] |
| IO 1912  | Karabin wojskowy, drużynowo                              | 1445 punktów (druż.), 258 punktów ind. (67-67-60-64)                                                                               | 7 (na 10)                | [ 25 ] |
| IO 1920  | Pistolet wojskowy, 30 m, drużynowo                       | 1285 punktów (druż.), 254 punktów (ind.)                                                                                           | 2 (na 9)                 | [ 26 ] |
| IO 1920  | Pistolet dowolny, 50 metrów, drużynowo                   | 2240 punktów (druż.) | 4 (na 13)                | [ 27 ] |
| IO 1920  | Karabin dowolny, trzy postawy, 300 metrów, drużynowo     | 3901 punktów (druż.) | 13 (na 14)               | [ 28 ] |
| IO 1920  | Karabin wojskowy leżąc, 300 metrów, drużynowo            | 270 punktów (druż.) | 11 (na 15)               | [ 29 ] |
| IO 1920  | Karabin wojskowy leżąc, 600 m, drużynowo                 | 270 punktów (druż.) | 7 (na 14)                | [ 30 ] |
| IO 1920  | Karabin wojskowy leżąc, 300 i 600 metrów, drużynowo      | 553 punkty (druż.) | 7 (na 14)                | [ 31 ] |
| IO 1924  | Pistolet szybkostrzelny, 25 metrów                       | 16 punktów | 29 (na 55)               | [ 32 ] |
| IO 1924  | Karabin dowolny leżąc, 600 metrów                        | 74 punkty | 48T (na 73)              | [ 33 ] |
| IO 1924  | Karabin dowolny, drużynowo                               | 526 punktów (druż.), 111 punktów (ind.)                                                                                            | 12 (na 18)               | [ 34 ] |
| IO 1924  | Karabin małokalibrowy leżąc, 50 metrów                   | 358 punktów | 60 (na 66)               | [ 35 ] |